# Lee Capes
Lee Capes OAM, nach Heirat Lee Nobbs (* 3. Oktober 1961 in Fremantle, Western Australia), ist eine ehemalige australische Hockeyspielerin, die mit der Australischen Hockeynationalmannschaft 1988 Olympiasiegerin und 1990 Weltmeisterschaftszweite war.

## Sportliche Karriere
Bei der Weltmeisterschaft 1986 in Amstelveen belegte die australische Mannschaft nur den dritten Platz in ihrer Vorrundengruppe und verpasste damit den Einzug ins Halbfinale. Am Ende belegten die Australierinnen den sechsten Platz. Lee Capes war in allen sieben Spielen dabei, ihr einziges Tor erzielte sie im Spiel gegen die Mannschaft aus der Sowjetunion.
Zwei Jahre später trat Capes mit der australischen Mannschaft bei den Olympischen Spielen 1988 in Seoul an. Die Australierinnen belegten in der Vorrunde mit einem Sieg und zwei Unentschieden den zweiten Platz in ihrer Gruppe hinter den Südkoreanerinnen. Nach einem 3:2 im Halbfinale gegen die Niederländerinnen trafen die Australierinnen im Finale wieder auf die Südkoreanerinnen. Im Finale erzielte Debbie Bowman in der 41. Minute den Führungstreffer, das Tor zum 2:0-Endstand steuerte Lee Capes bei.
1990 war Sydney Austragungsort der Weltmeisterschaft. Die Australierinnen gewannen ihre Vorrundengruppe und siegten im Halbfinale nach Verlängerung gegen die Südkoreanerinnen. Im Finale unterlagen sie den Niederländerinnen mit 1:3.

## Familie
Beim Olympiasieg 1988 gehörten die Schwestern Lee und Michelle Capes zur australischen Mannschaft. Lee Capes heiratete den Hockeyspieler Michael Nobbs, der 1984 bei den Olympischen Spielen antrat. Beider Tochter Kaitlin Nobbs nahm 2021 am olympischen Turnier teil.